# Michael Flynn
Michael Thomas (Mike) Flynn (Middletown (Rhode Island), 24 december 1958) is een Amerikaans oud-generaal van de United States Army en de voormalig Nationaal Veiligheidsadviseur onder president Trump.

## Biografie
Onder Obama was Flynn van juli 2012 tot eind 2014 twee jaar actief als hoofd van de militaire inlichtingendienst Defense Intelligence Agency, maar er werd hem verzocht om zijn taak voortijdig te beëindigen. Volgens Flynn werd hij ontslagen omdat hij de harde waarheid vertelde over de strijd tegen het islamitisch extremisme.
Op 18 november 2016 kondigde president-elect Donald Trump aan dat Flynn zijn Nationaal Veiligheidsadviseur zou worden. Als lid van de Executive Office of the President was er voor Flynn geen goedkeuring en toestemming nodig vanuit de Senaat.
Flynn is van mening dat de Verenigde Staten, Rusland en Europa beter moeten samenwerken in de strijd tegen ISIS. Hij wordt echter door opponenten ook bekritiseerd vanwege zijn vermeende nauwe contacten met Rusland. Zo zat hij in 2015 naast Poetin tijdens een diner ter ere van de verjaardag van Russia Today (RT), het door het Kremlin gefinancierde tv-station. Flynn hield bij die gelegenheid een praatje waarvoor hij door RT betaald kreeg. Daarin zag hij geen probleem, legde hij The Washington Post uit, want wat was nu het verschil tussen RT en CNN? Hiervoor kreeg hij ongeveer 40.000 dollar betaald volgens The New Yorker.
Flynn werd tijdens de verkiezingscampagne van de presidentsverkiezingen van 2016 bekritiseerd voor het doorsturen van anti-Clinton-propaganda die achteraf onwaar bleek te zijn.

### Ontslag als Nationaal Veiligheidsadviseur
Op 13 februari 2017 bood Flynn president Trump zijn ontslag als Nationaal Veiligheidsadviseur aan. Zijn positie binnen de staf van het Witte Huis was onhoudbaar geworden, nadat hij collega's en ook vice-president Mike Pence onwaarachtig had ingelicht over zijn contact in november 2016 met de Russische ambassadeur over de opheffing van de opgelegde economische sancties voor dat land. Aangezien hij op dat moment nog niet officieel in de topfunctie was aangesteld, overtrad hij hiermee de wet die dit elke burger in de VS verbiedt. Bovendien was hij door het hele incident kwetsbaar geworden voor politieke chantage, niet in de laatste plaats van Russische zijde. President Trump zag zich dan ook genoodzaakt het ontslag van Flynn te aanvaarden. Medio februari werd luitenant-generaal Herbert McMaster door president Trump als opvolger van Flynn benoemd.

### Onderzoek naar vermeende Russische connectie door speciale aanklager
In november 2017 maakte de Wall Street Journal bekend dat Flynn en zijn zoon verdacht worden betrokken te zijn bij een plan om de Turkse moslimgeestelijke Fethullah Gülen te ontvoeren en uit te leveren aan Turkije. Dit zou in het onderzoek naar de Russische beïnvloeding van de Amerikaanse presidentsverkiezingen van 2016 van Robert Mueller naar voren zijn gekomen. De advocaat van Flynn reageerde daarop met te zeggen dat het verhaal onwaar is.
Op 23 november werd bekend dat Flynns advocaten het Witte Huis-team hadden laten weten geen gesprekken meer met hen te kunnen voeren over het onderzoek door speciale aanklager Robert Mueller. Dit suggereerde dat Flynn medewerking verleende aan de aanklagers en/of onderhandelde over een overeenkomst met justitie.

### Schuldbekentenis
Op 1 december 2017 bekende Flynn schuld aan het moedwillig en bewust afleggen van valse, verzonnen en bedrieglijke verklaringen aan de FBI over zijn gesprekken met de Russische ambassadeur in de Verenigde Staten, Sergej Kisljak. Hem werd in het bijzonder aangerekend dat hij ten onrechte had beweerd dat hij de ambassadeur op 29 december 2016 niet had gevraagd om 'de situatie niet te laten escaleren in reactie op sancties die de Verenigde Staten diezelfde dag tegen Rusland hadden ingesteld'.
Op 7 mei 2020 zei het Ministerie van Justitie dat het alle aanklachten tegen Flynn laat vallen. Dit was op oorspronkelijke vraag van president Trump.
In november 2020 verleende president Trump gratie aan Flynn.